# فيربيرد
فيربيرد هو محرك قاعدة بيانات علائقية مفتوح المصدر. تم تطويره من النسخة مفتوحة المصدر من قاعدة البيانات إنتربيز التي أنتجتها شركة بورلاند.
و هو يمتاز بخفته وسهولة تثبيته وهو موجودة في أكثر من منصة نظام تشغيل، مثل وندوز، لينكس وماكنتوش.
ويمكن التعامل مع قواعد بياناتها بواسطة برامج إدارة قواعد البيانات المصممة له مثل:
فايربيرد هو نظام قوي ومكتمل المزايا لإدارة قواعد البيانات العلائقية. ويمكنه مناولة قواعد بيانات حجمها من مجموعة كيلو بايت فقط إلى العديد من الغيغابايت مع أداء جيد ودون الحاجة إلى صيانتها في أغلب الأحوال!
فيما يلي قائمة ببعض أهم مزايا فايربيرد:
•	دعم كامل للإجرائيات المخزونة Stored Procedures والمفعلات Triggers
•	)تلبية كاملة لعمليات ACID (الوحدانية، التجانس، العزل، المتانة
•	تكامل مرجعي Referential Integrity
•	معمارية متعددة الأجيال Multi Generational Architecture
•	بصمة صغيرة جدا
•	لغة داخلية مكتملة المزايا للإجرائيات المخزونة والمفعلات ـPSQLـ
•	دعم الإجرائيات الخارجية ـUDFsـ
•	ندرة الحاجة لوجود مدراء قواعد بيانات متخصصين DBase
•	لا حاجة للتوصيفات تقريبا – فقط قم بتثيته وابدأ التشغيل!
•	مجتمع كبير لفايربيرد والعديد من الأماكن التي تجد فيها دعما مجانيا جيدا.
•	خيار استخدام نسخة مدمجة embedded بملف وحيد – خيار جيد لإنشاء تطبيقات على القرص المدمج، أو لمستخدم واحد، أو تلك الخاصة بالعرض والتقييم.
•	العشرات من الأدوات من مصادر خارجية، من ضمنها أدوات رسومية للتحكم ولإدارة، وأدوات توأمة البيانات، ألخ
•	الكتابة بعناية – استعادة سريعة، دون الحاجة لملفات تدوين العمليات logs !
•	عدة طرق للنفاذ إلى قاعدة البيانات: عبر الدوال الأصلية native/API أو مسيرات dbExpress أو مزودات ODBC وOLEDB ودوت نت ومسيرات JDBC وقوالب لبايثون Paython وPHP وPerl، الخ.
- دعم جذري لأنظمة التشغيل الرئيسية بما فيها ويندوز ولينوكس وسولاريس وماك أو اس وHP-UX وFreeBSD.
- نسخ احتياطي مركب – تزايدي Incremental Backups
- متوفر ببنية 64 بت
- تنفيذ كلي للمؤشر cursor في لغة PSQL
- جداول مراقبة
- مفعلات Triggers عند الاتصال وانجاز العمليات Transaction
- جداول مؤقتة
- دوال التتبع Trace API – لمعرفة ماذا يحدث في خادم قاعدة البيانات

## روابط
الموقع الرسمي http://www.firebirdsql.org/
- Flamerobin
- TurboBird